# Drogaria
No Brasil, drogaria é um estabelecimento comercial que comercializa e dispensa medicamentos e insumos farmacêuticos contidos em suas embalagens originais provenientes da indústria. Diferente de uma farmácia, drogarias não podem manipular fórmulas oficinais e magistrais.
Em Portugal, drogaria é um estabelecimento comercial especializado em produtos químicos, embora seja comum também vender materiais de construção e outros produtos não exatamente químicos.